# Mimobolbus fulvus
Mimobolbus fulvus là một loài bọ cánh cứng trong họ Geotrupidae. Loài này được Gory miêu tả khoa học năm 1842.